# Liste des édifices religieux de Metz
Cet article présente la liste des édifices religieux situés sur le territoire de la ville de Metz.

## Christianisme

### Catholicisme
| Monument                                                                   | Adresse                                    | Coordonnées    | Protection       | Date          | Illustration                                                               |
| -------------------------------------------------------------------------- | ------------------------------------------ | -------------- | ---------------- | ------------- | -------------------------------------------------------------------------- |
| Cathédrale Saint-Étienne                                                   | place d'Armes                              | à géolocaliser |                  | XIIIe siècle  | Cathédrale Saint-Étienne                                                   |
| Abbaye et basilique Saint-Vincent                                          | place Saint-Vincent                        | à géolocaliser |                  | XIIIe siècle  | Abbaye et basilique Saint-Vincent                                          |
| Église Notre-Dame-de-l’Assomption                                          | rue de la Chèvre                           | à géolocaliser |                  | XIIIe siècle  | Église Notre-Dame-de-l’Assomption                                          |
| Abbatiale Sainte-Glossinde                                                 | rue de Châtillon                           | à géolocaliser |                  | XVIIIe siècle | Abbatiale Sainte-Glossinde                                                 |
| Abbayes et église Saint-Clément                                            | Allée Alexis-de-Tocqueville                | à géolocaliser |                  | XVIIe siècle  | Abbayes et église Saint-Clément                                            |
| Église de la Sainte-Famille                                                | rue le Joindre                             | à géolocaliser |                  | XXe siècle    | Église de la Sainte-Famille                                                |
| Cloître des Récollets                                                      | hauts de Sainte-Croix                      | à géolocaliser | Classé MH (1972) | XIIIe siècle  | Cloître des Récollets                                                      |
| Église Saint-Martin                                                        | place Saint-Martin                         | à géolocaliser |                  | XIIe siècle   | Église Saint-Martin                                                        |
| Église Saint-Pierre-aux-Nonnains                                           | rue de la Citadelle                        | à géolocaliser |                  | IVe siècle    | Église Saint-Pierre-aux-Nonnains                                           |
| Église Sainte-Ségolène                                                     | place Jeanne-d'Arc                         | à géolocaliser |                  | XIIIe siècle  | Église Sainte-Ségolène                                                     |
| Église des Grands-Carmes                                                   | boulevard Paixhans                         | à géolocaliser |                  | XIVe siècle   | Église des Grands-Carmes                                                   |
| Église des Petits-Carmes                                                   | rue du Haut-Poirier                        | à géolocaliser |                  | XVIIe siècle  | Église des Petits-Carmes                                                   |
| Église Saint-Étienne-le-Dépenné                                            | rue Gaudrée                                | à géolocaliser |                  | XIVe siècle   | Église Saint-Étienne-le-Dépenné                                            |
| Chapelle Saint-Charles-Borromée (du Grand-Séminaire)                       | avenue Jean-XXIII                          | à géolocaliser |                  | 1905          | Chapelle Saint-Charles-Borromée (du Grand-Séminaire)                       |
| Église Saint-Fiacre au Sablon                                              | rue de la Chapelle                         | à géolocaliser |                  | XXe siècle    | Église Saint-Fiacre au Sablon                                              |
| Église Saint-Martin de Magny                                               | rue de Pouilly                             | à géolocaliser |                  | XVIIIe siècle | Église Saint-Martin de Magny                                               |
| Église de l’Immaculée-Conception de Queuleu                                | rue des Trois-Évêchés                      | à géolocaliser |                  | XXe siècle    | Église de l’Immaculée-Conception de Queuleu                                |
| Église Saint-Livier                                                        | place Valladier                            | à géolocaliser |                  | XIIIe siècle  | Église Saint-Livier                                                        |
| Église Saint-Maximin                                                       | rue Mazelle                                | à géolocaliser |                  | XIIe siècle   | Église Saint-Maximin                                                       |
| Église Les Prêcheresses                                                    | rue Dupont-des-Loges                       | à géolocaliser |                  | XIIIe siècle  | Église Les Prêcheresses                                                    |
| Église Saint-Simon-et-Saint-Jude                                           | rue Georges-Aimé                           | à géolocaliser |                  | XVIIIe siècle | Église Saint-Simon-et-Saint-Jude                                           |
| Église des Trinitaires                                                     | rue des Trinitaires                        | à géolocaliser |                  | XVIIIe siècle | Église des Trinitaires                                                     |
| Église Sainte-Thérèse-de-l’Enfant-Jésus                                    | place Philippe-de-Vigneulles               | à géolocaliser |                  | XXe siècle    | Église Sainte-Thérèse-de-l’Enfant-Jésus                                    |
| Église Sainte-Lucie de Vallières                                           | rue Jean-Pierre-Jean                       | à géolocaliser |                  | XIe siècle    | Église Sainte-Lucie de Vallières                                           |
| Église Saint-François-d'Assise à Bellecroix                                | rue des Sinsignottes                       | à géolocaliser |                  | XXe siècle    | Église Saint-François-d'Assise à Bellecroix                                |
| Église du Saint-Sacrement                                                  | rue Nicolas Jung                           | à géolocaliser |                  | XXe siècle    | Église du Saint-Sacrement                                                  |
| Église Notre-Dame-de-la-Confiance La Grange-aux-Bois                       | rue de la Corvée aux Ormes                 | à géolocaliser |                  | XXe siècle    | Église Notre-Dame-de-la-Confiance La Grange-aux-Bois                       |
| Abbaye de Saint-Arnould                                                    | rue aux Ours                               | à géolocaliser |                  | XVIIe siècle  | Abbaye de Saint-Arnould                                                    |
| Église Saint-Bernard de Plantières                                         | place Durutte                              | à géolocaliser |                  | XXe siècle    | Église Saint-Bernard de Plantières                                         |
| Chapelle Saint-Genest                                                      | en Jurue                                   | à géolocaliser |                  | XIIe siècle   | Chapelle Saint-Genest                                                      |
| Chapelle des Templiers                                                     | rue de la Citadelle                        | à géolocaliser |                  | XIIe siècle   | Chapelle des Templiers                                                     |
| Chapelle du Petit-Saint-Jean                                               | rue de Chambière                           | à géolocaliser |                  | XIIIe siècle  | Chapelle du Petit-Saint-Jean                                               |
| Chapelle de la Miséricorde                                                 | rue de la Chèvre                           | à géolocaliser |                  | XIIe siècle   | Chapelle de la Miséricorde                                                 |
| Chapelle des Jésuites                                                      | rue des Trinitaires                        | à géolocaliser |                  | XIXe siècle   | Chapelle des Jésuites                                                      |
| Chapelle du Saint-Esprit de Borny                                          | rue de Bourgogne                           | à géolocaliser |                  | XXe siècle    | Chapelle du Saint-Esprit de Borny                                          |
| Église Notre-Dame de Lourdes de Devant-les-Ponts                           | rue Notre-Dame-de-Lourdes                  | à géolocaliser |                  | XXe siècle    | Église Notre-Dame de Lourdes de Devant-les-Ponts                           |
| Église Saint-Vincent-de-Paul au Sablon                                     | place Bouchotte                            | à géolocaliser |                  | XXe siècle    | Église Saint-Vincent-de-Paul au Sablon                                     |
| Église Saint-Pierre de Borny                                               | rue de Colombey                            | à géolocaliser |                  | XXe siècle    | Église Saint-Pierre de Borny                                               |
| Chapelle Saint-Paul aux Bordes                                             | rue du Professeur-Jeandelize               | à géolocaliser |                  | XXe siècle    | Chapelle Saint-Paul aux Bordes                                             |
| Chapelle du couvent du Bon-Pasteur de Borny                                | rue de Colombey                            | à géolocaliser |                  | XVIIe siècle  | Chapelle du couvent du Bon-Pasteur de Borny                                |
| Chapelle du Sacré-Cœur au cimetière de Borny                               | rue de Colombey                            | à géolocaliser |                  | XXe siècle    | Chapelle du Sacré-Cœur au cimetière de Borny                               |
| Chapelle des Sœurs de Saint-Vincent-de-Paul de Borny                       | rue de Belletanche                         | à géolocaliser |                  | XIXe siècle   | Chapelle des Sœurs de Saint-Vincent-de-Paul de Borny                       |
| Chapelle du cimetière de l’Est                                             | rue du Roi Albert                          | à géolocaliser |                  | XIXe siècle   | Chapelle du cimetière de l’Est                                             |
| Chapelle de l’Institut supérieur de formation de l’enseignement catholique | boulevard Paixhans                         | à géolocaliser |                  | XXe siècle    | Chapelle de l’Institut supérieur de formation de l’enseignement catholique |
| Chapelle de l’hospice Saint-Dominique                                      | rue Marchant                               | à géolocaliser |                  | XVIIIe siècle | Chapelle de l’hospice Saint-Dominique                                      |
| chapelle Notre-Dame-du-Perpétuel-Secours à l’abbaye Saint-Clément de Metz  | allée Alexis-de-Tocqueviller               | à géolocaliser |                  | XIXe siècle   | chapelle Notre-Dame-du-Perpétuel-Secours à l’abbaye Saint-Clément de Metz  |
| Chapelle Notre-Dame-du-Perpétuel-Secours                                   | rue de la Tour aux Rats                    | à géolocaliser |                  | XXe siècle    | Chapelle Notre-Dame-du-Perpétuel-Secours                                   |
| Chapelle des Sœurs-de-la-Charité                                           | rue des Trinitaires                        | à géolocaliser |                  | XIXe siècle   | Chapelle des Sœurs-de-la-Charité                                           |
| Chapelle de la Congrégation Saint-Joseph à Queuleu                         | rue Georges-Ducrocq                        | à géolocaliser |                  | XXe siècle    | Chapelle de la Congrégation Saint-Joseph à Queuleu                         |
| Chapelle de l’hôpital Sainte-Blandine.                                     | rue de la Gendarmerie                      | à géolocaliser |                  | XIXe siècle   | Chapelle de l’hôpital Sainte-Blandine.                                     |
| Chapelle Sainte-Chrétienne au Sablon                                       | rue Saint-Bernard                          | à géolocaliser |                  | XVIIIe siècle | Chapelle Sainte-Chrétienne au Sablon                                       |
| Chapelle du cimetière militaire de Chambière                               | rue des Deux Cimetières                    | à géolocaliser |                  | XXe siècle    | Chapelle du cimetière militaire de Chambière                               |
| Chapelle Sainte-Chrétienne                                                 | rue Dupont-des-Loges                       | à géolocaliser |                  | XIXe siècle   | Chapelle Sainte-Chrétienne                                                 |
| Chapelle des Carmélites                                                    | rue Dupont-des-Loges                       | à géolocaliser |                  | XVIIIe siècle | Chapelle des Carmélites                                                    |
| Chapelle Sainte-Constance                                                  | rue Saint-Marcel, au cœur du lycée Fabert  | à géolocaliser |                  | XIXe siècle   | Chapelle Sainte-Constance                                                  |
| Chapelle de l’hospice Saint-Nicolas                                        | place Saint-Nicolas                        | à géolocaliser |                  | XIe siècle    | Chapelle de l’hospice Saint-Nicolas                                        |
| Couvent du Bon-Pasteur                                                     | rue du Paradis, actuellement conservatoire | à géolocaliser |                  | XVIIIe siècle | Couvent du Bon-Pasteur                                                     |
| Chapelle du groupe scolaire de la Miséricorde                              | rue des Récollets                          | à géolocaliser |                  | XXe siècle    | Chapelle du groupe scolaire de la Miséricorde                              |
| Chapelle de l’hôpital militaire Legouest                                   | avenue de Plantières                       | à géolocaliser |                  | XXe siècle    | Chapelle de l’hôpital militaire Legouest                                   |
| Chapelle de la Fondation Saint-Jean                                        | rue du Général-Metmann                     | à géolocaliser |                  | XXe siècle    | Chapelle de la Fondation Saint-Jean                                        |
| Chapelle des Petites Sœurs Des Pauvres                                     | rue Jeanne jugan                           | à géolocaliser |                  | XXe siècle    | Chapelle des Petites Sœurs Des Pauvres                                     |
| Chapelle du Sacré-Cœur                                                     | 1 rue du Châtillon                         | à géolocaliser |                  |               | Image manquante Téléverser                                                 |

### Anciens édifices religieux
| Monument                                                             | Adresse                                                          | Coordonnées           | Protection | Date                                             |
| Collégiale Saint-Sauveur                                             | rue du Petit-Paris                                               |                       |            | détruite en 1798                                 |
| Abbaye Notre-Dame de Pontifroid                                      | quartier Pontiffroy                                              |                       |            | XIVe siècle-XVIIIe siècle                        |
| Église Saint-Ferroy                                                  | rue Marchant                                                     |                       |            | détruite en 1812                                 |
| Église Saint-Gengoulf                                                | place Sainte-Glossinde                                           |                       |            | détruite                                         |
| Église Saint-Georges                                                 | rue Saint-Médard                                                 |                       |            | détruite                                         |
| Église Saint-Gorgon                                                  | place d’Armes, à l’emplacement du corps de garde                 |                       |            | détruite avant 1788                              |
| Église Saint-Jacques                                                 | place Saint-Jacques                                              |                       |            | détruite avant 1610                              |
| Église Saint-Marcel                                                  | rue Saint-Marcel                                                 |                       |            | détruite en 1837                                 |
| Église Saint-Médard                                                  | rue Saint-Médard                                                 |                       |            | détruite en 1552                                 |
| Église Saint-Jean de la Citadelle                                    | rue de la Citadelle                                              |                       |            | arasée en 1803                                   |
| Église Saint-Simplice                                                | place Saint-Simplice                                             |                       |            | XIIIe siècle, démolie en 1809                    |
| Église Saint-Victor                                                  | entre la place de Chambre, la rue du Faisan et la rue de la Paix |                       |            | détruite après 1771                              |
| Église Sainte-Croix                                                  | angle de la rue Taison et de la rue des Écoles                   | 49.1193082, 6.1779135 |            | détruite en 1816                                 |
| Église Sainte-Marie                                                  | angle de la rue Sainte-Marie et de la rue de la Paix             |                       |            | détruite en 1833                                 |
| Couvent des chanoinesses de Sainte-Marie de la Madeleine avec église | rue de la Gendarmerie                                            |                       |            | transformé, en caserne de gendarmerie (ancienne) |
| Couvent des Minimes avec église                                      | rue des Allemands                                                |                       |            | construit en 1640, détruit en 1811               |
| Chapelle Saint-Thiébault                                             | place Saint-Thiébault                                            |                       |            | détruite avant 1740                              |
| Chapelle du Pré                                                      | actuellement rue Maurice Barrés                                  |                       |            | détruite en 1552                                 |
| Église Sainte-Thérèse de l’Enfant-Jésus                              | rue de Verdun                                                    |                       |            | détruite.                                        |

### Protestantisme
| Monument                        | Adresse             | Coordonnées    | Protection | Date        | Illustration                    |
| ------------------------------- | ------------------- | -------------- | ---------- | ----------- | ------------------------------- |
| Temple Neuf                     | place de la Comédie | à géolocaliser |            | XXe siècle  | Temple Neuf                     |
| Église luthérienne              | rue Mazelle         | à géolocaliser |            | XIXe siècle | Église luthérienne              |
| Temple luthérien de la Garnison | rue de Belle-Isle   | à géolocaliser |            | XIXe siècle | Temple luthérien de la Garnison |
| Temple protestant de Queuleu    | rue de Queuleu      | à géolocaliser |            | XXe siècle  | Temple protestant de Queuleu    |

### Autres mouvements chrétiens
| Monument                                                         | Adresse                   | Coordonnées    | Protection | Date       | Illustration                                                     |
| ---------------------------------------------------------------- | ------------------------- | -------------- | ---------- | ---------- | ---------------------------------------------------------------- |
| Église protestante évangélique le Colombier à La Grange-aux-bois | rue de la Passotte        | à géolocaliser |            | XXe siècle | Église protestante évangélique le Colombier à La Grange-aux-bois |
| Église néo-apostolique                                           | rue de la Grange-aux-Bois | à géolocaliser |            | XXe siècle | Église néo-apostolique                                           |
| Salle du Royaume Témoins de Jehovah                              | rue des Œillets           | à géolocaliser |            | XXe siècle | Salle du Royaume Témoins de Jehovah                              |
| Église évangélique baptiste Metz Borny                           | rue Goulon                | à géolocaliser |            | XXe siècle | Église évangélique baptiste Metz Borny                           |
| Église évangélique méthodiste                                    | rue Charles Abel          | à géolocaliser |            | XXe siècle | Église évangélique méthodiste                                    |
| Église évangélique pentecôtiste                                  | rue Clotilde Aubertin     | à géolocaliser |            | XXe siècle | Église évangélique pentecôtiste                                  |
| Église de Jésus Christ des Saints Des Derniers Jours             | rue Maurice Bompard       | à géolocaliser |            | XXe siècle | Église de Jésus Christ des Saints Des Derniers Jours             |

## Islam
| Monument               | Adresse                  | Coordonnées    | Protection | Date        | Illustration               |
| ---------------------- | ------------------------ | -------------- | ---------- | ----------- | -------------------------- |
| Mosquée de Metz        | 76 Rue du Général Metman | à géolocaliser |            | XXe siècle  | Image manquante Téléverser |
| Mosquée Fatih CIMG     | 16 Rampe Belle Croix     | à géolocaliser |            | XXe siècle  | Image manquante Téléverser |
| Grande mosquée de Metz | Boulevard de la Défense  | à géolocaliser |            | XXIe siècle | Image manquante Téléverser |

## Judaïsme
| Monument           | Adresse                  | Coordonnées                      | Protection | Date        | Illustration       |
| ------------------ | ------------------------ | -------------------------------- | ---------- | ----------- | ------------------ |
| Synagogue de Metz  | rue du Rabbin Élie Bloch | 49° 07′ 24″ nord, 6° 10′ 50″ est |            | XIXe siècle | Synagogue de Metz  |
| Première synagogue | en Jurue                 | à géolocaliser                   |            | XIe siècle  | Première synagogue |

## Orthodoxe
| Monument                                                            | Adresse            | Coordonnées    | Protection | Date        | Illustration                                                        |
| ------------------------------------------------------------------- | ------------------ | -------------- | ---------- | ----------- | ------------------------------------------------------------------- |
| orthodoxe Saint Martin Saint Silouane                               | rue Saint Gengoulf | à géolocaliser |            | XIXe siècle | orthodoxe Saint Martin Saint Silouane                               |
| Église Saint-Eucaire Paroisse Orthodoxe des Trois-Saints-Hiérarques | rue des Allemands  | à géolocaliser |            | XIIe siècle | Église Saint-Eucaire Paroisse Orthodoxe des Trois-Saints-Hiérarques |